# Laubrières
Laubrières település Franciaországban, Mayenne megyében. Lakosainak száma 322 fő (2022. január 1.). Laubrières Saint-Poix, Ballots, Cuillé, Gastines és Méral községekkel határos.

## Népesség
A település népességének változása:
| Lakosok száma | 400  | 317  | 292  | 290  | 328  | 343  | 356  | 364  | 349  | 322  |
|               | 1968 | 1982 | 1990 | 2006 | 2013 | 2015 | 2017 | 2019 | 2020 | 2022 |